# Los Barreras
Los Barreras es un lugar designado por el censo ubicado en el condado de Starr en el estado estadounidense de Texas. En el Censo de 2010 tenía una población de 288 habitantes y una densidad poblacional de 485,58 personas por km².

## Geografía
Los Barreras se encuentra ubicado en las coordenadas 26°23′28″N 98°55′6″O / 26.39111, -98.91833. Según la Oficina del Censo de los Estados Unidos, Los Barreras tiene una superficie total de 0.59 km², de la cual 0.59 km² corresponden a tierra firme y (0%) 0 km² es agua.

## Demografía
Según el censo de 2010, había 288 personas residiendo en Los Barreras. La densidad de población era de 485,58 hab./km². De los 288 habitantes, Los Barreras estaba compuesto por el 100% blancos, el 0% eran afroamericanos, el 0% eran amerindios, el 0% eran asiáticos, el 0% eran isleños del Pacífico, el 0% eran de otras razas y el 0% pertenecían a dos o más razas. Del total de la población el 98.26% eran hispanos o latinos de cualquier raza.